# The Sims 4
The Sims 4 — однокористувацька відеогра в жанрі симулятора життя, четверта за рахунком з серії ігор «The Sims», розроблена компанією Maxis і видавана Electronic Arts для Microsoft Windows і OS X. Вихід The Sims 4 для операційної системи Windows офіційно оголошено на виставці комп'ютерних відеоігор E3 і відбувся 2 вересня 2014 року у США, 4 вересня — Україні та в Європі.
20 серпня 2013, було представлено офіційний трейлер та демо ґеймплей The Sims 4 на виставці Gamescom. Розробники акцентували увагу на покращенні режиму будівництва та створення персонажу (англ. CAS - Create a Sim), а також додали новий елемент ігрового процесу — емоції.

## Розробка гри
25 квітня декілька скріншотів прототипу користувацького інтерфейсу було розміщено в інтернеті.
6 травня 2013 року EA офіційно анонсувала The Sims 4, цього ж дня був активований домен TheSims4.com [Архівовано 18 вересня 2019 у Wayback Machine.], що переадресовує користувача на офіційний сайт The Sims.
Згідно із заявою, стало відомо, що розробкою гри займаються Maxis та The Sims Studio, на відміну від попередньої серії, яка розроблялася лише The Sims Studio, а The Sims 4 почали створювати ще у 2008, оскільки розробка нової версії гри — дуже клопіткий процес.
Відомо, що The Sims 4 буде однокористувацькою грою й не вимагатиме постійного з'єднання з мережею, та все ж для її встановлення знадобиться акаунт на Origin і доступ до інтернету.
23 серпня, Maxis повідомила про те, що The Sims 4, на відміну від The Sims 3, не матиме проблем із запуском на слабких комп'ютерах.
22 жовтня 2013 вихід The Sims 4 був перенесений з початку 2014 на осінь цього ж року.
9 червня 2014 на прес-конференції E3 (Electronic Entertainment Expo) було повідомлено, що вихід гри у продаж запланований на 4 вересня для України й Росії та на 2 вересня для всіх інших країн.

### Версія на Mac
Після першого анонсу, EA заявив, що The Sims 4 перебувала в розробці як для Mac і Windows, і буде випущена у 2014 році. Тим не менш, ближче до дати релізу, компанія заявила, що розробка була «спрямована на Windows» і «не було оновлень на Mac в цей час». У жовтні 2014 додатково інформація була розкрита припускаючи в майбутньому випуск версії Mac. Вон повідомив International Business Times, що команда «працює над версією Mac прямо зараз». 13 січня 2015, EA підтвердила випуск гри як лютий 2015.

#### Системні вимоги
31 січня 2015 року були опубліковані мінімальні системні вимоги для запуску гри Mac. Отже, аби запустити гру на своєму Mac Вам потрібні:
- Операційна система: Mac OS® X 10.7.5 (Lion)
- Процесор: Intel Core 2 Duo 2.4GHz або новіше;
- Оперативна пам'ять: Щонайменше 4 Гб;
- Жорсткий диск: Щонайменше 10 Гб вільного місця на жорсткому диску + мінімум 1 Гб для додаткового контенту і збережень;
- Відеокарта: NVIDIA GeForce 9600M GT, ATI Radeon HD 2600 або новіше. Пам'ять відеокарти від 256 Мб і більше;
- Пристрої введення: Клавіатура, мишка;
- Інтернет-під'єднання: Необхідно при активації гри.

#### Дата релізу
Також, 31 січня 2015 року два користувачі Origin помітили, що їхній клієнт показує дату релізу на Mac 17 лютого 2015. Однак, офіційна спільнота EA нічого не повідомляє. Отже, є шанс, що ця дата є датою релізу.
2 лютого 2015 року на офіційній сторінці The Sims в Facebook повідомили, що офіційна дата релізу версії на Mac — 17 лютого 2015.

## Ігровий процес
Ігровий процес в The Sims 4 являє собою симулятор життя. Гравець контролює життя, задовольняючи різні бажання і потреби одного або декількох персонажів. Дії розгортаються в містечку, що складається із житлових та громадських ділянок та населеному сімами. Кожен персонаж наділений розумом і емоціями, володіє унікальною зовнішністю і особистістю. Відносини між персонажами вимірюються за двома шкалами, які відповідають за дружбу і романтику.
Гра починається з створення особистого персонажа або цілої сім'ї. Нового персонажа необхідно поселити в будинок. Сам будинок можна вибрати з наданих грою, стягнути або побудувати самостійно. Після чого можна випускати персонажа в життя: влаштування на роботу, задоволення фізіологічних потреб, вибудовування відносин, підвищення навичок та інше. У четвертій серії персонаж може робити кілька дій одночасно (наприклад, одночасно розмовляти і їсти) і виконувати завдання в групі з іншими персонажами (групова розмова відразу з декількома персонажами). Гра пропонує великий вибір професій, дозволяючи пройти через певні етапи роботи, що потребують спілкування з іншими сімами — тепер для підвищення треба не тільки підтримувати гарний темп роботи, але і виконувати різні завдання у місті. Мета в гри — відіграти життєву ситуацію.
Інтерфейс гравця з сімом реалізований в режимі третьої особи.

### Емоції
В The Sims 4 практично весь ігровий процес залежить від емоційного стану персонажа, який робить вплив на поведінку персонажа, відображається на його обличчі і в його діях. Всього в грі 15 емоцій з різними рівнями і інтенсивністю, при цьому для кожного віку є свій діапазон доступних унікальних емоцій. Посилити наявні емоції і почуття можна взаємодіючи з декоративними предметами (в каталозі покупок помічені як впливають на емоції), іншими сімами і виконуючи дії. Емоції впливають на всі аспекти життя персонажа. Вони впливають на бажання і настрій, на продуктивність персонажа на роботі, на відносини з сім'єю і друзями. Від них залежить ефективність навичок, які згруповані по 3 типам емоцій: Енергійні, Сконцентровані, Натхненні. Від емоцій можна померти, наприклад, від гніву. Але сім в депресії не може вчинити самогубство. Поточна емоція персонажа визначається показниками настрої, які він має на даний момент. Щоб побачити наслідки показників, необхідно навести на них мишкою.

## Видання
| Назва                          | Дата випуску                                 | Містить |
| ------------------------------ | -------------------------------------------- | --- |
| The Sims 4                     | 2 вересня 2014 4 вересня 2014 5 вересня 2014 | Базова гра на DVD. |
| The Sims 4 Digital Deluxe      | 2 вересня 2014 4 вересня 2014 5 вересня 2014 | Базова гра у цифровому виданні, набір «Час на вечірку» та «Гуляємо всю ніч», цифровий саундтрек, ексклюзивний контент від Origin.                                                             |
| The Sims 4 Limited Edition     | 2 вересня 2014 4 вересня 2014 5 вересня 2014 | Базова гра на DVD та у цифровому виданні, набір «Час на вечірку». |
| The Sims 4 Premium Edition     | 2 вересня 2014 4 вересня 2014 5 вересня 2014 | Базова гра на DVD, набір «Час на вечірку» та «Гуляємо всю ніч», цифрове музичне супроводження, керівництво від розробників.                                                                   |
| The Sims 4 Collector's Edition | 2 вересня 2014 4 вересня 2014 5 вересня 2014 | Базова гра на DVD, набір «Час на вечірку» та «Гуляємо всю ніч», цифрове музичне супроводження, керівництво від розробників, інтерактивна USB статуетка у вигляді «Пламбобу», від SteelSeries. |

| Особливості                               | Особливості                               | Standard                | Limited Edition         | Digital Deluxe | Premium Edition | Collector's Edition |
| ----------------------------------------- | ----------------------------------------- | ----------------------- | ----------------------- | -------------- | --------------- | ------------------- |
| Особливості                               | Особливості                               | У магазині або в Origin | У магазині або в Origin | Лише в Origin  | Лише у магазині | Лише у магазині     |
| Основна гра                               | Основна гра                               | Так                     | Так                     | Так            | Так             | Так                 |
| Цифровий контент (DLC)                    | Life of the Party                         | Ні                      | Так                     | Так            | Так             | Так                 |
| Цифровий контент (DLC)                    | Шапки у вигляді тварин                    | Ні                      | Ні                      | Так            | Так             | Так                 |
| Цифровий контент (DLC)                    | Гуляємо всю ніч                           | Ні                      | Ні                      | Так            | Так             | Так                 |
| Цифровий саундтрек                        | Цифровий саундтрек                        | Ні                      | Ні                      | Так            | Так             | Так                 |
| Керівництво від творців                   | Керівництво від творців                   | Ні                      | Ні                      | Ні             | Так             | Так                 |
| Інтерактивний USB-пламбом від SteelSeries | Інтерактивний USB-пламбом від SteelSeries | Ні                      | Ні                      | Ні             | Ні              | Так                 |

## Віковий рейтинг
4 травня 2014 на офіційному Твіттері гри з'явилося повідомлення про те, що в Росії The Sims 4 присвоїли віковий рейтинг «18+ (Заборонено для дітей)». Там же було заявлено, що рішення було прийнято відповідно до закону № 436-ФЗ «Про захист дітей від інформації, що завдає шкоди їх здоров'ю та розвитку», при цьому уточнення що саме призвело до подібного висновку не було. Різні іноземні і російські ЗМІ пов'язали це з прийняттям у 2013 році законопроєкту забороняє пропаганду гомосексуальності серед неповнолітніх, і можливістю в грі будувати одностатеві взаємини.
Також, цікавим є і те, що Origin присвоїв такий же віковий рейтинг (18+) і для України нічим це не пояснюючи.
Представниця ЕА, Дебора Костер (англ. Deborah Coster), висловила реакцію розробників:
|  | Ми не плануємо вносити зміни в The Sims 4. Одним із ключових принципів The Sims є те, що сам гравець вирішує яким чином грати в цю гру. Ми надаємо інтерактивну пісочницю, а особистий вибір гравця і його фантазія роблять все інше. Оригінальний текст (англ.) We have no plans to alter The Sims 4. One of the key tenets of The Sims is that it is up to the player to decide how to play the game. We provide the simulation sandbox and player choice and creativity does the rest. |

Всі попередні серії The Sims мали більш низький рейтинг, розрахований на дітей або підлітків; наприклад, The Sims 3 в Німеччині вважається підхожою для дітей від 6 років.
8 липня 2014 Австралійська атестаційна комісія віднесла гру The Sims 4 до категорії «М», як такої, що містить сцени насильства та сексу помірного характеру. У гри категорії М не рекомендується грати підліткам, молодше 15 років, хоча і немає заборони грати в неї будь-якій дитині молодшого віку. Такий же віковий рейтинг отримували і попередні ігри The Sims в Австралії.

## Відгуки та критика
У перший тиждень релізу The Sims 4 отримала змішані відгуки від критиків і гравців, набравши в середньому 70 балів. При цьому ЕА не передбачили критику копій, які потрапили в інтернет до 1 вересня. Багато гравців виявилися незадоволені грою, особливо фанати Sims, знайомі з попередніми серіями.
CraveOnline.co.uk у своїй рецензії згадав, що «огидні відгуки користувачів свідчать про сильну негативну реакцію ». Проте, видання додало, що « шанувальники The Sims, які не приділили багато уваги тривалої полеміки навколо гри і відгуків на Amazon і, не знаючи, що багато хто з користувачів відразу пропустили гру, не приділивши їй уваги, оскільки відмовилися придбати її».
| Агрегатор    | Оцінка |
| ------------ | ------ |
| GameRankings | 69.64% |
| Metacritic   | 71/100 |

| Видання        | Оцінка  |
| -------------- | ------- |
| Eurogamer      | 7/10    |
| Game Informer  | 6.75/10 |
| GameRevolution | [ 33 ]  |
| GameSpot       | 6/10    |
| GamesRadar+    | [ 35 ]  |
| GameTrailers   | 6.5/10  |
| IGN            | 7.5/10  |
| Joystiq        | [ 38 ]  |
| PC Gamer (США) | 79/100  |
| Pocket Gamer   | 8.0/10  |
| Polygon        | 6.5/10  |
| Игромания      | 7.5/10  |

Основними причинами негативних відгуків стала втрата можливості досліджувати відкритий світ, що було головною особливістю в The Sims 3, а також відсутність стадії життя немовляти і басейнів.
Представники сайту Hardcore Gamer дали оцінку грі 2,5 з 5 і назвали гру напівготовим продуктом, загорнутим в охайну і красиву упаковку з пучками потенціалу. Гра була розкритикована за малу кількість контентів і масу помилок і недоробок.
Відомий редактор Джим Стерлінг (The Escapist) дав змішаний відгук по грі, хоча він і зазначив, що в загальному є багато позитивні зміни в порівнянні з попередньою частиною, але водночас назвав The Sims 4 сухою і стерильною версією The Sims 3 і рекомендує фанатам грати поки в другу гру. Джим дав оцінку грі 2,5 з 5 і незабаром після публікації рецензії його особистий сайт став піддаватися регулярній атаці.
Критик сайту ABCNews.com — Деррік Джі Ланг похвалив гру, яка тепер стала більш інтуїтивна, мультизадачна, а персонажі стали розумнішими, їх поведінка стала більш реалістично, і, попри це, Ланг поставив лише 2 зірки, так як в грі безліч дратівливих глюків і дуже мало контента, які викликають у гравця тугу по попередніх частинах лінійки The Sims.
Джошуа Брус з сайту Cheat Code Central дав оцінку грі 3,5 з 5. У своєму відгуку він розкритикував гру за малу кількість контенту, проте відзначив, що потенціал гри буде закладений в його доповненнях.
У своєму огляді, критик сайту  overclockers  розкритикував  The Sims 4  і назвав її самої провальною грою зі всієї лінійки The Sims, на його думку головною причиною став відхід Вілла Райта від розробки, який відбувся приблизно в той же час, коли почала розроблятися четверта частина. Райт виступав за високу якість гри, в той час EA були зацікавлені в прибутку і більшому випуску доповнень. Це сильно відображено на новій грі, яка являє собою неотесаний обрубок, а її єдина фішка полягає фактично в багатозадачності і взаємодії персонажів, до того ж гра місцями опрацьована відверто халтурно, а решта нововведення, додані в гру, не так значні і могли б бути додані ще в The Sims 3. При цьому критик вважає ціну за гру невиправдано високою, а сама гра на його думку стане більш або менш цікавою, тільки коли до неї вийде кілька доповнень.

## Доповнення
В останньому статистичному звіті Electronic Arts з'явилася інформація про те, що вихід першого повноцінного доповнення (як для The Sims 2) до The Sims 4 відкладено до 2016 фіскального (бюджетного) року.
Однак у фанатів не має приводів для паніки, оскільки бюджетний рік EA-2016 розпочинається у квітні 2015 року. Скоріше всього, саме до цього моменту ми отримаємо перший анонс першого повномасштабного доповнення до гри. До цього моменту буде випущено ще три великих безкоштовних оновлення до базової гри, котрі будуть містити «найбільш бажані фанатською спільнотою можливості».

### Розширювальні пакети
| Код  | Назва        | Дата випуску                                                                             | Опис |
| ---- | ------------ | ---------------------------------------------------------------------------------------- | --- |
| EP01 | Get to Work  | PC США/Канада: 31 березня 2015 Європа: 2 квітня 2015 Консолі Світ: 20 березня 2018       | Перший розширювальний пакет додає три нові активні ігрові кар'єри: Лікар, Детектив та Науковець. Доповнення дає можливість збудувати та керувати своєю власною крамницею роздрібних товарів. Доповнення також додає новий район під назвою Магнолія Променейд та планету Сіксам — світ прибульців, а також ігрових сімів-прибульців. Пакет вводить дві нові навички (Випікання та Фотографування), нові об'єкти та одяг. |
| EP02 | Get Together | PC США/Канада: 8 грудня 2015 Європа: 10 грудня 2015 Консолі Світ: 11 вересня 2018        | Другий розширювальний пакет для The Sims 4, про який було повідомлено 5 серпня 2015 на Gamescom. Головним акцентом цього пакету є нічні клуби. Гравець може будувати та приєднуватися до клубів із різними інтересами, особливостями і стилями, в яких гравець може встановлювати правила, визначати свій зовнішній вигляд та налаштовувати свої гуляння. Введені нові види діяльності, такі як фосбол, дартс, гру «Don't Wake The Llama» та аркадні машини. Також додані дві нові навички: Ді-джей та Танці. Це доповнення додає новий світ під назвою Віндербург, який має сценічні квартали та мальовничі віхи, включаючи розкиданий хедж-лабіринт у Садибі фон Хаунтів, привабливі басейни поблизу круч та містичні стародавні руїни. Іншими доповненнями є: смайлики у тексті, кольори у басейнах, нові страви та напої, барісти та ді-джеї, можливість займатися сексом у шафі та кущах. |
| EP03 | City Living  | PC США/Канада: 1 листопада 2016 Європа: 3 листопада 2016 Консолі Світ: 14 листопада 2017 | Третій розширювальний пакет додає нове місто під назвою Сан-Мішино із чотирма унікальними районами. Доповнення додає нові професії: кар'єра політика та дві нові для серії ігор The Sims — кар'єра у сфері соціальних засобів комунікацій та у світі критики. Пакет фокусується на міському житті і вводить можливість мешкати у квартирах, які можуть варіюватися від дуже мінімалістських до пентхаусів. Для сімів представлено безліч нових лотів та видів діяльності, такі як ринок спецій, караокі-бар, гік-кон із змаганнями у відеоіграх, Фестиваль спецій із конкурсом із поїдання карі, Фестиваль романтики із сімами у пошуках кохання. Характеристики лотів із квартирами тепер можуть бути призначеними на всі інші види лотів. |
| EP04 | Cats & Dogs  | PC Світ: 10 листопада 2017 Консолі Світ: 31 липня 2018                                   | Четвертий розширювальний пакет дає можливість створювання домашніх улюбленців, а саме кішок та собак, а також додає необхідні речі для цих тварин (подібно до The Sims 2: Pets, The Sims 3: Pets та The Sims: Unleashed). Доповнення також дозволяє сімам займатися ветеринарною професією та розпочинати свої власні ветеринарні практики. |
| EP05 | Seasons      | PC Світ: 22 червня 2018 Консолі Світ: 13 листопада 2018                                  | П'ятий розширювальний пакет вводить нову погоду та систему сезонів, котра подібна до тієї, яка була у The Sims 2: Seasons та The Sims 3: Seasons. Із цими можливостями сіми зможуть варіювати свою діяльність навесні, влітку, восени та взимку. Пакет також додає новий одяг та нову професію: Ботаніст. |
| EP06 | Get Famous   | PC Світ: 16 листопада 2018                                                               | Шостий розширювальний пакет дозволяє сімам стати знаменитістю (подібно до The Sims: Superstar). Це можна зробити через активні ігрові кар'єри, або через вплив через соцмережі. Для створення розкішних маєтків додані нові дорогі об'єкти. Доповнення вводить новий світ під назвоюю Дель Соль Валлей. |
| EP16 | Lovestruck   | PC Світ: 25 липня 2024                                                                   | Шістнадцятий розширювальний пакет, який зосереджений на романтичних стосунках між сімами, додає нові соціальні взаємодії для побачень. Доповнення вводить новий світ під назвою Сьюдад Енаморада, натхненний Мехіко. |

### Ігрові пакети
| Код  | Назва            | Дата випуску                                           | Опис |
| ---- | ---------------- | ------------------------------------------------------ | --- |
| GP01 | Outdoor Retreat  | PC Світ: 13 січня 2015                                 | Додає новий світ під назвою Граніт Фоллс. У новому світі сіми можуть відпочивати назовні у національному парку. Цей пакет також додає нову навичку (Гербалізм), нових колекційних комах, декілька нових характеристик для сімів, прагнення, одяг, об'єкти та ігрові функції, які пов'язані із активністю поза домом.                                                   |
| GP02 | Spa Day          | PC Світ: 14 липня 2015                                 | Додає новий тип будівель: спа-центри. Містить нову навичку (Добробут) та новий одяг, об'єкти та ігрові функції, які пов'язані із спа, такі як масаж, медитація, грязьові ванни, сауни та йога. |
| GP03 | Dine Out         | PC Світ: 7 червня 2016 Консолі Світ: 8 січня 2018      | Дозволяє сімам відвідувати ресторани, а також будувати і керувати власними закладами. Власники своїх ресторанів можуть експериментувати із новими стравами, наймати працівників та вести успішний бізнес. Пакет також містить безліч речей у режимі створення сіма. |
| GP04 | Vampires         | PC Світ: 24 січня 2017 Консолі Світ: 14 листопада 2017 | Дозволяє сімам створювати вампірів із різними силами та слабкостями. Доданий новий житловий світ — Форготтен Холлоу. Пакет також додає нові прагнення, нові характеристики для лотів і численні об'єкти, які відповідають вампірській тематиці. |
| GP05 | Parenthood       | PC Світ: 30 травня 2017 Консолі Світ: 19 червня 2018   | Дозволяє дорослим сімам контролювати та змінювати життя своїх дітей та підлітків. Додані нові функції, такі як можливість вживати лайку, мати вугрі, проводити шкільні проєкти та інше. Відтепер малюки, діти та підлітки можу бунтувати проти своїх батьків та братів-сестер. Батьки можуть відповідати на нову поведінку своїх дітей із суворістю або поблажливістю. |
| GP06 | Jungle Adventure | PC Світ: 27 лютого 2018                                | Додає нове місце для подорожей під назвою Сельвадорада. Додані нові страви, рухи для танців та музика. Дає можливість відкопувати стародавні артефакти та досліджувати містичні реліквії. |

### Каталоги
| Код  | Назва                 | Дата випуску                                            | Опис |
| ---- | --------------------- | ------------------------------------------------------- | --- |
| SP01 | Luxury Party Stuff    | PC Світ: 19 травня 2015 Консолі Світ: 5 грудня 2017     | Додає декілька розкішних нарядів для вечірок та речі розкішного способу життя, включаючи буфетний столик і настільний триярусний фонтан сир/шоколад/напої.                                                                                       |
| SP02 | Perfect Patio Stuff   | PC Світ: 16 червня 2015 Консолі Світ: 17 листопада 2017 | Додає меблі та об'єкти для патіо, включаючи гарячі ванни, та новий одяг. |
| SP03 | Cool Kitchen Stuff    | PC Світ: 11 серпня 2015 Консолі Світ: 5 грудня 2017     | Додає кухонні тумби, шафки та кухонні прилади, такі як машина для приготування морозива із 30 видами морозива. |
| SP04 | Spooky Stuff          | PC Світ: 29 вересня 2015 Консолі Світ: 2 жовтня 2018    | Додає костюми для Гелловіну, павуче павутиння та станцію для вирізання гарбузів, нові речі для гелловін-вечірок. |
| SP05 | Movie Hangout Stuff   | PC Світ: 12 січня 2016                                  | Додає одяг у богемському стилі, домашні кінотеатри, машину по приготуванню попкорну. |
| SP06 | Romantic Garden Stuff | PC Світ: 9 лютого 2016 Консолі Світ: 6 лютого 2018      | Додає об'єкти для садівництва, новий одяг та нові ігрові режими. |
| SP07 | Kids Room Stuff       | PC Світ: 28 червня 2016 Консолі Світ: 19 червня 2018    | Додає об'єкти для дитячої кімнати, включаючи нові ліжка, ляльки, нові ігри і нові зачіски та одяг для дітей. |
| SP08 | Backyard Stuff        | PC Світ: 19 липня 2016 Консолі Світ: 22 травня 2018     | Додає об'єкти для заднього двору, такі як гойдалки, годівнички для птахів, нові зачіски та одяг. |
| SP09 | Vintage Glamour Stuff | PC Світ: 6 грудня 2016 Консолі Світ: 14 листопада 2017  | Додає речі у вінтажному стилі, такі як туалетний столик, новий одяг та зачіски у стилі старого Голлівуду, можливість найняти дворецького. |
| SP10 | Bowling Night Stuff   | PC Світ: 29 березня 2017                                | Додає лінії для боулінгу, що дозволяє будувати для сімів власні клуби боулінгу. Додає п'ятий рівень навички боулінгу, новий тематичний одяг, меблі, шпалери та підлогу.                                                                          |
| SP11 | Fitness Stuff         | PC Світ: 20 червня 2017                                 | Додає нові об'єкти, такі як скеля для спортивного скелелазіння, відео із вправами для тренувань та навушники. Також містить нові спорядження для фітнесу.                                                                                        |
| SP12 | Toddler Stuff         | PC Світ: 24 серпня 2017 Консолі Світ: 22 травня 2018    | Додає нове знаряддя для ігрового майданчика для малюків. |
| SP13 | Laundry Day Stuff     | PC Світ: 16 січня 2018 Консолі Світ: 14 серпня 2018     | Додає технології для дому, аби допомогти сімам із домашніми відповідальностями та із вимогами еко-дружнього життя. Додає білизну для прання, пральну машинку та інші речі, пов'язані з пранням.                                                  |
| SP14 | My First Pet Stuff    | PC Світ: 13 березня 2017                                | Додає у якості домашніх улюбленців ховрахів, пацюків, пігмейських їжаків або мініатюрних бубалусів. Перший каталог, який потребує інший додатковий матеріал для завантаження, аби виконувати свої функції; в цьому випадку потребує Cats & Dogs. |

### Додатковий матеріал для завантаження
| Код                 | Назва                    | Назва | Дата випуску                                                                         | Опис |
| ------------------- | ------------------------ | --- | ------------------------------------------------------------------------------------ | --- |
|                     | Rewards                  | Rewards | PC США/Канада: 2 вересня 2014 Європа: 4 вересня 2014                                 | Бонусний матеріал для власників доповнень для The Sims 3.                                                                       |
|                     | Digital Deluxe Upgrade   | Life of the Party | PC США/Канада: 2 вересня 2014 Європа: 4 вересня 2014 Консолі Світ: 17 листопада 2017 | Входить у Обмежене видання і вище. Додає палаючий тікі-бар і новий одяг.                                                        |
| Awesome Animal Hats | Digital Deluxe Upgrade   | Входить у Цифрове розширене видання і вище. Додає колекцію капелюхів для тварин.                                                                                         | PC США/Канада: 2 вересня 2014 Європа: 4 вересня 2014 Консолі Світ: 17 листопада 2017 | |
| Up All Night        | Digital Deluxe Upgrade   | Входить у Цифрове розширене видання і вище. Додає шоу лазерного світла, малювання на обличчі, нові декорації для вечірок, два нові типи вечірок, нові кулінарні рецепти. | PC США/Канада: 2 вересня 2014 Європа: 4 вересня 2014 Консолі Світ: 17 листопада 2017 | |
| FP01                | Holiday Celebration Pack | Holiday Celebration Pack | Світ: 16 грудня 2014                                                                 | Безкоштовний пакет для завантаження. Додає декорації та одяг для зимових свят. Новий матеріал був доданий у 2015, 2016 та 2017. |
|                     | Grim's Ghoulish Guitar   | Grim's Ghoulish Guitar | Світ: 17 серпня 2016                                                                 | Бонусний матеріал за підписку на електронну пошту.                                                                              |
|                     | Family Portrait          | Family Portrait | Світ: 17 квітня 2018                                                                 | Бонусний матеріал за підписку на The Sims Mobile.                                                                               |

## Оновлення
| Дата релізу | Версія      | Деталі |
| ----------- | ----------- | --- |
| 02.09.2014  | 1.0.625.10  | Виправлена помилка, при якій в режимі будівництва гра вважала огорожі кімнатами. Виправлена помилка в редакторі створення персонажа, яка могла виникнути після блокування і розблокування комп'ютера. Виправлена помилка, при якій при об'єднанні одного сімейства з галереї з іншим не завантажувався режим життя. Додаючи нового персонажа в наявну в грі сім'ю через редактор створення персонажа з редактора світів тепер можна змінювати його обличчя і тіло. Виправлена помилка, при якій гра не відповідала при спробі зберегти ділянку в бібліотеку. |
| 05.09.2014  | 1.0.671.10  | До нас дійшла інформація про те, що деякі з наших милих і чарівних малят випробовували складнощі з самовираженням без… деяких… спотворень. При запуску гри на комп'ютерах з деякими вбудованими відеокартами малюки відображалися «неповторним» чином. Ми виправили цю помилку і тепер все працює. Спасибі за те, що допомогли виявити і відстежити цю помилку. |
| 09.09.2014  | 1.0.677.20  | Нова прикраса! Скульптура «Таємничий гном» прибула в The Sims 4 із загубленої тропічної печери. Він з нетерпінням чекає вас в режимі будівництва та вразить усіх своїм умінням об'їжджати фламінго-мустангів! Виділення персонажа і об'єктів тепер можна ввімкнути або вимкнути, включивши або відключивши ефект наведення на консолі чит-кодів (це прибере білий контур з персонажа і об'єктів, що з'являється, коли ви наводите на них курсор). Крім того відсутність ефекту наведення можна додати в аргументи командного рядка -nohovereffects. Виправлена помилка, коли при деяких завантаженнях в галереї гра повисала. Виправлено декілька помилок, що приводили до неправильних взаємин між персонажами. Виправлена помилка, при якій блок без стін зберігався як кімната. |
| 25.09.2014  | 1.0.728.0   | Виправлені помилки для кодів 102 і 122. Виправлена помилка, через яку автоматично збережена гра не могла бути завантажена безпосередньо з пункту меню «Завантажити гру». Виправлені помилки, через які пропадали персонажі. |
| 01.10.2014  | 1.0.732.20  | У гру були додані привиди, які як і в Sims 3 можуть взаємодіяти з персонажами, а також їм доступні унікальні дії. Також був доданий набір костюмів з Зоряних Війн, нові кольори очей, а також новий музичний канал при включенні стереосистеми. Крім цього в грі було виправлено безліч помилок. Також було додано 5 нових відтінків очей: темно-блакитні, темно-блакитні з коричнюватим відтінком, темно-сірі з коричнюватим відтінком, каре-зелені та фіолетові. По обіцянкам розробників оновлення на листопад в грі будуть додані басейни. |
| 21.10.2014  | 1.0.797.20  | Виправлена помилка, при якій гра могла зависнути на завантаженні, після того як всі персонажі в сім'ї померли. Виправлена помилка продуктивності, при якій «на всякий пожежний» створювалося дуже багато прихованих персонажів. В результаті чого завантажувалося величезна кількість непотрібних персонажів. Виправлена помилка, при якій гравець не міг розмістити кімнату з Галереї, якщо кімната була завантажена з одною тарілкою з їжею. Нема чого довго горювати … Персонажі тепер знову можуть пробувати одружитися, навіть якщо їхні кохані померли. Підлітки тепер можуть писати любовні листи іншим підліткам. Примарний ремонт тепер задовольняє примху «Ремонт». В каталог налагодження додана настінна колонка з моторошною музикою для установки в закладах. В управлінні сім'ями більше не будуть відображатися порожні сім'ї, якщо персонажі померли від старості. Виправлений рядок в коді, при якому перша мета життєвої мети «Письменство» відображалася як «Прочитати 1 книгу в бібліотеці» замість «Бути в творчому ступорі». Дивно, що в життєвої мети «Письменство» знайшлися такі помилки. |
| 04.11.2014  | 1.2.16.10   | Нарешті в гру було додано басейни та купальні костюми для них Доступний вид смерті — смерть в басейні від голоду та втоми. Виправлена помилка «швидкого натискання». Видаляючи поверх і покидаючи режим будівництва, гравці помічали персонажів, котрі парять у повітрі! Ось так! Виправлена помилка, при якій кнопка видалення стелі мигала при наведенні на неї курсора. Діти більше не будуть дмухати в повітря при спробі задути свічки на торті, що знаходиться на кухонній тумбі. Ніхто все одно в левітацію не вірить, і ті, хто «бачив», як це відбувається, більше нічого не зможуть довести. Виправлені помилки зі збоями та продуктивність, регулюванням та графікою, та режимом будівництва. |
| 25.11.2014  | 1.2.24.20   | Виправлений збій, який траплявся через нестабільність оболонки користувача інтерфейсу в довгостроковій перспективі і тільки при русі, переміщенні, створенні нових сімей та будівництві протягом тривалого часу. Тобто, іншими словами, він траплявся, коли ви грали. Ми виправили помилку, доведену до нашого відома на форумах по модах, через яку користувальницькі копії капелюхів та зачісок викликали збій на відкритих Intel через проблеми з кодом. Виправлена помилка, через яку при натисканні на світ під водою і зміні налаштувань каламутності протягом декількох разів, а потім ще кількох, і ще, і ще, і ще, відбувався збій гри. У водоймах тепер все спокійно. Гра іноді застигала, коли плаваючий персонаж намагався використовувати предмет, що знаходиться не в басейні. Ми виправили всі знайдені нами помилки, через які гра застигала, і запобігли застигання під всіх не знайдених нами випадках. Справжнє чарівництво. Виправили проблему, через яку відносини між близькими родичами віддалялися, якщо вони жили в різних сім'ях. Раніше ми розглядали кожну сім'ю окремо, що було з нашого боку неправильно. Наприклад, у вашого персонажа є двоє дітей і один із них переїхав. У другої дитини потім з'являється своя дитина, у якого теж народжується дитина, і у того дитини теж є дитина. Потім перший персонаж вмирає, але дитина, яка переїхала, все ще жива. Ім'я цього мертвого персонажа не може бути видалено, тому що у нього все ще є жива дитина. Дітей і підлітків більше не можна модифікувати за допомогою коду sims.add_buff Buff_Pregnancy_Trimester3. Безліч інших оновлень та виправлень |
| 16.12.2014  | 1.3.18.1010 | Додані дві нові кар'єри: бізнесмен та спортсмен. Додано оплачувана відпустка та вихідний по сімейних обставинах. Ви можете отримати доступ до набору «Святковий» цілком безкоштовно в Origin. У наборі ви зможете знайти нові предмети та святкові світшоти для персонажів. Додано нову колонку із різдвяними мелодіями. Тепер, персонаж може померти в закладах. В оздобленні даху та декількох дверей з'явилися нові кольори. Поліпшено Галерею в режимі будівництва. Додано кнопку «Випадковий вибір» в Редакторі редагування персонажів. Натиснувши на кнопку ви миттєво отримаєте персонажа із галереї. Додано чит-код bb.moveobjects. Його дії такі ж як і в попередній версії moveobjects on. Виправлено безліч інших дрібних помилок. |
| 13.01.2015  | 1.3.32.1010 | Реліз ігрового набору У похід. Виправленні помилки із помилками завантаження того, що було збережено в попередніх версіях гри. Також виправленні помилки зі збоями при використанні великих підносів в бібліотеці, через котрі гра не могла завантажитися. Вирішено проблему, що виникла після установки патчів 12/16, яка приводила до неможливості завантажити своє господарство і поверненню карти сусідства Усунена проблема, в результаті якої гра могла перестати відповідати на запити, якщо у гравця було багато будинків і господарств, кімнат і об'єктів в бібліотеці. Сіми більше не будуть часто народжувати двійнят та трійнят. Заняття на тренажерах більше не будуть зараховуватися як щоденна мета грати в шахи для кар'єри космонавта. Виправлена проблема з фокусуванням інтерфейсу, коли панель інструменту піпетка заважала нормально працювати самому інструменту піпетка. Текст більше не буде нашаровуватися сам на себе в телефонному меню, якщо рядок занадто довга. Ви знову зможете додавати опис до кімнат і місць, які ви завантажуєте в Галерею, замість того, щоб коментувати поле. Ви більше не будете по два рази отримувати повідомлення про те, що ви можете взяти відпустку за сімейними обставинами, якщо у вас більше одного Сіма, на яких це поширюється. |
| 22.01.2015  | 1.3.33.1010 | Виправленні незначні помилки конфігурації. Це оновлення буде непомітним під час гри. |
| 03.02.2015  | 1.4.83.1010 | З'явилася Генеалогія! Вивчи всю родовід своїх сімів: імена, особи, сімейні зв'язки! Знайди своє місце в сім'ї! Покращення в Головному меню. Банери в грі розкажуть, що нового відбувається в The Sims, що чекає вас попереду, чим може порадувати Галерея, дадуть цікаві поради та підказки … І ще багато чого цікавого можуть банери! Система поколінь відкриває доступ до нових досягнень. Генеалогія для чайників, Генеалогія від А до Я, Генеалогія для лідерів, Геній генеалогії. У CAS з'явилося дещо нове! Серед сорочок тепер можна знайти чоловічі і жіночі вбрання святого Валентина. В категорії спідньої білизни — нові чоловічі труси святого Валентина. Жіночий комплект святого Валентина — в категоріях спідньої білизни і бюстгальтерів. |

## Цікаві факти
- Розробники створили оригінальний спосіб боротьби з піратськими копіями гри шляхом створення баго-пастки, суть якого полягає в тому, що пікселі, що прикривають голих персонажів замість того, щоб пізніше зникнути — розпливаються по всьому екрану, позбавляючи таким чином гравця можливість далі грати[72].
- Якщо з максимальним рівнем досвіду механіки поліпшити стереосистему, то з'явиться можливість слухати «ретро-станцію», яка програє стандартну фонову музику з Sims 3, Sims 2 і Sims.
- Чи знаєте ви, що діти, а також персонажі з рисою характеру «Вічне дитя» або «Божевільний», можуть розмовляти з гігантською статуєю оленя Стенлі, розташованої в Граніт Фоллз?